# Unguiculata
Unguiculata (sinngemäß „Krallenträger“)  ist in ein veraltetes Taxon in der Systematik der Säugetiere.
Linné fasste in der 12. Auflage von Systema Naturae (1766)  krallen- und nägeltragende Säugetiere (darunter auch die Primaten) zu einer Gruppe namens Unguiculata zusammen. Als gleichrangige Gruppen innerhalb der Säugetiere führte er die Ungulata (Huf- und Klauentiere) und die Wale (als „Mutica“) auf. Zur Unterscheidung der Untergruppen nutzte Linné Merkmale des Gebisses.
In der Folge war das Taxon umstritten. Nachdem Simpson die bei ihm acht Ordnungen umfassende Kohorte Unguiculata 1945 neu klassifiziert hatte, wurde das Taxon, der großen Autorität dieses Forschers wegen, wieder zahlreicher verwendet. Es wurde aber, etwa ab Anfang der 1980er Jahre, zunehmend in Zweifel gezogen und konnte sich letztlich nicht durchsetzen. Heute wird die Bezeichnung Unguiculata nicht mehr verwendet.